# Eugène Burnouf

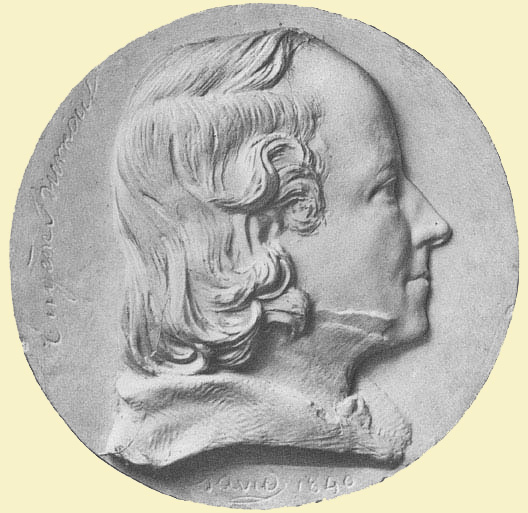
Eugène Burnouf.

Eugène Burnouf, född 8 april 1801 i Paris, död där 28 maj 1852, var en fransk orientalist.
Burnouf var son till Jean-Louis Burnouf och kusin till Émile-Louis Burnouf.
Burnouf blev 1832 professor i sanskrit vid Collège de France. Genom sitt första arbete, det tillsammans med Christian Lassen utgivna Essai sur le pali (1826), grundlade han studiet av medelindiskan. Bland Burnoufs övriga arbeten märks Vendidad Sâde (1829-43), Commentaire sur le Yaçna (1835), översättning av det nordbuddhistiska verket Saddharmapundarika (Le lotus de la bonne loi. 1852, postumt) och av Bhâgavata purâna (3 band, 1840–1847, ofullbordad), samt Introduction à l'historie de buddhisme indien (1844, 2:a upplagan 1876).
Han valdes in som ledamot av Académie des inscriptions et belles-lettres 1832 och utsågs till dess ständige sekreterare (efter Charles Athanase Walckenaer) den 19 maj 1852, men dog kort därefter.